# E68 (trasa europejska)
E68 – trasa europejska pośrednia wschód-zachód, biegnąca przez południowe Węgry i środkową Rumunię.
E68 zaczyna się w Szegedzie, gdzie odbija od trasy europejskiej E75. Na Węgrzech biegnie szlakiem drogi krajowej nr 43 do przejścia granicznego Nagylak - Nădlac. Na terenie Rumunii E68 biegnie szlakiem dróg krajowych:
- nr 7 przez Arad, Sebeș i Sybin do Cisnădie,
- nr 1 do Braszowa.

W Braszowie E68 łączy się z trasami europejskimi E60 i E574.
Na odcinku Deva - Simeria (na północ od Hunedoary) E68 biegnie razem z E79, na odcinku Sebeș - Cisnădie razem z trasą E81. W Arad przecina trasę E671.
Ogólna długość trasy E68 wynosi około 485 km, z tego 51 km na Węgrzech, 434 km w Rumunii.